# Mongiuffi Melia
Mongiuffi Melia ist eine italienische Gemeinde in der Metropolitanstadt Messina in der Autonomen Region Sizilien mit 520 Einwohnern (Stand 31. Dezember 2023).

## Lage und Daten
Mongiuffi Melia liegt 55 km südwestlich vom Messina. Die Einwohner arbeiten hauptsächlich in der Landwirtschaft, in der Viehzucht oder in der Produktion von Seidenraupen.
Die Nachbargemeinden sind Antillo, Castelmola, Forza d’Agrò, Gaggi, Gallodoro, Graniti, Letojanni, Limina und Roccafiorita.

## Geschichte
Der Ursprung der Stadt ist unbekannt.

## Sehenswürdigkeiten
- Kathedrale aus dem 15. Jahrhundert, 1702 umgebaut